# 阿里夫·德维·潘格斯图
阿里夫·德维·潘格斯图（2004年3月25日—），印度尼西亚男子射箭运动员，2021年伊斯兰团结运动会男子个人反曲弓和男子团体反曲弓银牌得主、2022年亚洲运动会男子团体反曲弓铜牌得主。